# ژان فرانسوا دانیل
ژان فرانسوا دانیل (انگلیسی: Jean-François Daniel؛ زادهٔ ۱۴ ژوئن ۱۹۶۴) بازیکن فوتبال اهل فرانسه است.
از باشگاه‌هایی که در آن بازی کرده‌است می‌توان به باشگاه فوتبال کن، باشگاه فوتبال سن-اتین، باشگاه فوتبال لیل، باشگاه فوتبال بوردو، و باشگاه فوتبال نیس اشاره کرد.
وی همچنین در تیم ملی فوتبال زیر ۲۱ سال فرانسه بازی کرده‌است.